# Актуелни квалификатив
Актуелни квалификатив је реченични конституент којим се актуелизује стање, неко карактеристично обележје, положај, статус или ранг и сл. субјекатског или објекатског појма. Реч је посредној, обично привременој, у датом тренутку актуелној квалификацији субјекта или објекта.

## Терминолошка неуједначеност
У србистичкој литератури за овај реченични конституент постоји више назива, од којих су најфреквентнији актуелни квалификатив и предикативни атрибут. 
За овај реченични члан Ђ. Даничић употребљава назив прирочни (предикативни) додатак, А. Мусић предикативни атрибут, Т. Маретић уводи назив привезак (адјункција), док га Белић назива атрибутивно-предикативним. М. Стевановић закључује да би овај реченични конституент требало звати атрибутско-прилошком одредбом. Осим наведених термина, употребљавани су и следећи: предикатни атрибут или приложак, прирочни атрибут, допунски предикат, предикатни атрибут, сажет предикат, привремени атрибут и др.
Иако је очигледно неслагање у терминолошком одређењу овог реченичног конституента, сви аутори који су се бавили овом проблематиком слажу се у идентификацији његове основне природе, а то је његова предикативност. То се и огледа у већини предложених термина, који садрже реч којом се та предикативност експлицира.

## Општа разматрања

### Функција
(1a) Марија је стигла задихана. [Каква је била Марија кад је стигла?]
(1б) Марија је стигла, и притом је била задихана.
(2) Марију смо затекли болесну.
Актуелни квалификатив је реченични конституент који истовремено остварује везу са два реченична члана – глаголским предикатом и субјектом, односно објектом. Да би се идентификовала та његова функција у реченици, нужно је формирати питање помоћу упитне заменице какав?, које ће се односити на обележје (стање, изглед, положај, статус и сл.) именичког референта (субјекта или објекта) које му се приписује у току остваривања глаголске ситуације: какав је тај референт док / кад се остварује гл. ситуација? (1а). Дакле, овим реченичним конституентом се актуелизује стање, неко карактеристично обележје, положај, статус или ранг и сл. субјекатског или објекатског појма.
Реч је о привременој, у датом тренутку актуелној квалификацији, што показује могуће свођење примера (1а) на именску предикацију с копулативним глаголом уз синтаксички сигнал за пратећу околност – и притом (1б).
Актуелни квалификатив је најчешће одредба, тј. њиме се износи необавезна додатна информација. Ипак, уз неке глаголе, и то првенствено уз прелазне глаголе с објектом који мора бити смештен у извесни ситуациони оквир (нпр. оставити, затећи и сл.), он има функцију допуне (2).

### Значење
Осим што квалификује именички појам, актуелни квалификатив одређује и глаголску ситуацију, те стога има и значење прилошког типа. Наиме, он може имати:
(I) начинско значење (мада би се пре могло говорити о значењу пропратних околности)
(3) Иван је корачао погнуте главе. [Марко је корачао, и притом је био погнуте главе.]
(II) временско значење
(4) Марко се као дете доселио у Београд. [Кад је био дете, Марко се доселио у Београд.]

(III) узрочно значење
(5) Застао сам неодлучан. [Застао сам јер сам био неодлучан.]
(IV) условно значење, односно „хипотетичко“
(6) Гладан и патријарх хлеба ће украсти. [Ако је гладан, и патријарх ће хлеба украсти]

(V) допусно значење, односно „консекутивно“
(7) Зуб од змије и мртав уједа. [Иако је мртав, зуб од змије ипак уједа.]

### Тип и облик конституентске јединице
Актуелни квалификатив може бити изречен (I) придевском јединицом, (II) именичком јединицом и (III) клаузом.
(I)
(8а) Марко је чекао гладан.
(8б) Марија је изашла рашчупана.
(8в) Пера је изјурио избезумљен.
(9) Никола је изашао на испит одлично припремљен.
(10) Тања је стигла друга.
Ако је актуелни квалификатив изречен придевском јединицом, она конгруира у роду, броју и падежу са субјектом, односно објектом. Као придевска јединица може се наћи придев (8), придевска синтагма (9) и редни број (10). Лексичко-семантичко поље актуелног квалификатива знатно је сужено. Придевске лексеме које реферишу о трајном својству именичког конституентане не могу се реализовати као актуелни квалификатив (или није уобичајено). У функцији актуелног квалификатива обично се налазе придеви који означавају стања (8а) или физичке особине (8б) подложне објективној процени, као и духовне особине које се могу испољити понашањем (8в). Ако придев разликује вид и налази се у облику позитива, обавезно стоји у облику неодређеног вида.
(II)
(11а) Пас је ходао подвијеног репа.
(11б) Девојком се презивала Петровић. [Кад је била девојка, презивала се Петровић.]
(12) Марко је дошао у школу са завијеном руком.
(13) Марија је радила у штампарији као коректор.
(14) Запослили су га као зидара.
Ако је актуелни квалификатив изречен именичком јединицом, она стоји у зависном падежу (11), односно предлошко-падежној конструкцији (12), или пак у номинативу (13), односно акузативу (14) са речцом као.
(III)
(15) Погледајте љиљане како расту.
Када актуелни квалификатив допуњује глаголе перцепције, може се исказати и клаузом, најчешће са везником како (15). Тада се за овај реченични члан употребљава и термин ситуациони детерминатор, који је предложила М. Ивић.

### Дистрибуција унутар реченице
(16а) [С + П + АК / П + С + АК] Марија је стигла прва. / Стигла је Марија прва.
(16б) [С + АК + П] Марија је прва стигла.
(16в) [АК + С + П / АК + П + С] Прва је Марија стигла. / Прва је стигла Марија.
(17) Стигла је задихана.
(18) Оставили су је уплакану.
Актуелни квалификатив није члан именичке синтагме (субјекатске или објекатске), него је посебан конституент реченице (или глаголске синтагме), на шта указује његов променљив распоред (16), те могућност да субјекат не буде изречен (17), а да објекат буде изречен енклитиком (18).
Типичан редослед реченичних конституената је у примеру (16а), док је иницијална позиција актуелног квалификатива (16в) изузетно ретка у реченичној структури српског језика и стилски је маркирана.

## Актуелни квалификатив и остали реченични конституенти

### Актуелни квалификатив и атрибут
(19а) Марко је стигао жалостан. [Какав је био Марко кад је стигао?]
(19б) Стигао је жалостан.
(20а) Лепа девојка је прошла улицом. [Каква девојка је прошла улицом?]
(20б) *Лепа је прошла улицом.
За разлику од актуелног квалификатива, који истовремено остварује везу и са именичким и са глаголским појмом (19а), атрибут је синтагматски конституент, који је повезан само са именичким појмом, те га идентификује или квалификује (20а). Управо зато што актуелни квалификатив остварује везу и са предикатом, у реченици није неопходно експлицирање субјекта – он је имплицитно присутан преко конгруенције (19б), док атрибут увек мора имати експлицирану именицу са којом конгруира (20б). Придев у функцији актуелног квалификатива, ако разликује вид, мора бити неодређеног вида, док атрибут може бити и у облику одређеног и у облику неодређеног вида.

### Актуелни квалификатив и апозитив
(21) Младић, висок и мршав, улази у собу. [Какав је младић?]
(22а) Младић улази у собу смркнут. [Какав је младић док улази у собу?]
.
(22б) Смркнут, младић улази у собу. [Какав је младић док улази у собу?]
(23) Младић, висок и мршав, улази у собу смркнут.
Апозитив је најчешће придевска јединица конгруентна у роду, броју и падежу са именичким конституентом коме се додаје. Дакле, за разлику од актуелног квалификатива, који остварује двоструку везу (22), апозитив остварује везу само са именичким појмом (21). То се јасно види у примеру (23), где се на питање какав је младић? добија информација паметан и учен, а на питање какав је младић док улази у собу? информација смркнут. Апозитив је по својој природи одредбени конституент, док актуелни квалификатив у ретким случајевима може бити и допуна (2).
Апозитив се мора интерпункцијски издвојити, док је око питања интерпункцијске издвојености актуелног квалификатива мишљење србистичке литературе подељено. Једни сматрају да се актуелни квалификатив не издваја запетом, те да је у примеру (22б) подвучени реченични конституент апозитив, док други сматрају да се актуелни квалификатив може интерпункцијски издвојити (нпр. у иницијалној позицији у реченици [22б]). И у случају интерпункцијске издвојености овај реченични конституент остварује двоструку везу (исп. 22б), те се добија на питање какав је био именички референт док се остваривала гл. ситуација?.

### Актуелни квалификатив и прилошка одредба
(24) Гледао ме је укочен. [Какав је био док ме је гледао?]
(25) Гледао ме је укочено. [Како ме је гледао?]
Прилошка одредба пружа додатну информацију о ситуацији означеној предикатом, субјектом и допунама, док се актуелним квалификативом реферише о стању или изгледу носиоца одређене ситуације. Наиме, за идентификацију актуелног квалификатива важи питање: какав је тај референт док / кад се остварује гл. ситуација? (24), док се у случају прилошке одредбе идентификација постиже питањем: како се остварује гл. ситуација? (25).

### Актуелни квалификатив и допунски предикатив
(26) Марко је постао плашљив.
(27) Марко је стигао уплашен.
(28) Ана се осетила поносном.
(29) Ана је корачала поносна. [Ана је корачала подигнуте главе.]
Допунски предикатив је реченични конституент који допуњава семикопулативни глагол (26), док је актуелни квалификатив обично одредбеног типа (иако може бити и допунског ) и односи се на некопулативни предикат (27). 
Ако је конституентска јединица придевског типа, она у функцији допунског предикатива стоји у тачно одређеном падежу – дакле, не конгруира у падежу са именичком речју, већ само у роду и броју (28); док у функцији актуелног квалификатива конгруира са именичком речју у роду, броју и падежу (29). У оба случаја, ако разликује вид, стоји у облику неодређеног вида.
Придевске јединице у функцији ова два реченична члана наилазе на својеврсна лексичко-семантичка ограничења. Наиме, у функцији допунског предикатива углавном се налазе придеви који означавају духовне особине (добар, вредан, способан и сл.), као и физичке особине са субјективнијим значењем (висок, ружан), док су у функцији актуелног квалификатива придеви који означавају физичке особине или стања подложна објективној процени (жив, мртав, болестан и сл.), као и духовне особине које се могу испољити кроз понашање (избезумљен, задовољан). Тако придев поносан у примеру (28) означава унутрашње осећање, а у примеру (29) односи се на физичко испољавање тог унутрашњег осећања, тј. на понашање носиоца ситуације.